# Sericesthis suturalis
Sericesthis suturalis är en skalbaggsart som beskrevs av Macleay 1871. Sericesthis suturalis ingår i släktet Sericesthis och familjen Melolonthidae. Inga underarter finns listade i Catalogue of Life.